# 阿會喃
阿會喃，《三国演义》虚构人物，南蠻五溪洞人，為南蠻王孟獲配下第三洞元帥。
阿會喃與同僚金環三結、董荼那一起守備五溪洞，去迎戰第一次南征的蜀漢軍。但是中了埋伏，打敗仗被擒後又遭到釋放。逃到瀘水以南後受命守把沙口，卻沒有完成任務，怕孟獲責怪，把孟獲活捉後送去給諸葛亮，南蠻王孟獲第二次被蜀軍釋放後，便將阿會喃謀殺，把他的屍體丟到了河邊。